# Zout (smaak)

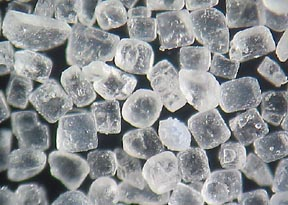
Zoutkristallen (NaCl)

Zout is een van de vijf smaken, naast zoet, zuur, bitter en umami.
De voornaamste zoute smaken zijn natriumchloride (keukenzout), kaliumchloride, ammoniumchloride (salmiak) en lithiumchloride. Deze stoffen vervallen in ionen in het speeksel en de Na+ en Li+ ionen veranderen de lading in de receptorcellen in de tong om zo een reactie op gang te brengen.

## Fysiologie
De waarneming van zoutsmaak vindt plaats via zintuigcellen op de smaakpapillen van de tong. Deze cellen detecteren ionen van natrium en chloride die zich binden aan specifieke smaakreceptoren. Signalen worden vervolgens naar de hersenen gestuurd, waar ze worden geïnterpreteerd als zoutsmaak.

## Biologische rol
Zout heeft verschillende biologische functies in het menselijk lichaam, waaronder het handhaven van de waterbalans, het reguleren van de bloeddruk en het ondersteunen van zenuw- en spierfunctie. Het vermogen om zoutsmaak waar te nemen, speelt een belangrijke rol bij het reguleren van de inname van zout en het handhaven van een gezonde balans van elektrolyten.

## Toepassingen in voeding
Zout wordt al eeuwenlang gebruikt als smaakstof en conserveermiddel in voedselbereiding. Het verbetert niet alleen de smaak van voedsel, maar het kan ook de textuur verbeteren en de houdbaarheid verlengen. Overmatige consumptie van zout is echter gekoppeld aan gezondheidsproblemen zoals hypertensie (hoge bloeddruk) en hart- en vaatziekten.

## Culturele en culinaire aspecten
De waardering voor zoutsmaak varieert sterk tussen verschillende culturen en culinaire tradities. Sommige keukens maken uitgebreid gebruik van zout als smaakmaker, terwijl andere meer terughoudend zijn. Zout wordt ook vaak gebruikt als contrastmiddel om de smaak van andere ingrediënten in een gerecht te versterken.